# Brahmsche Mühle

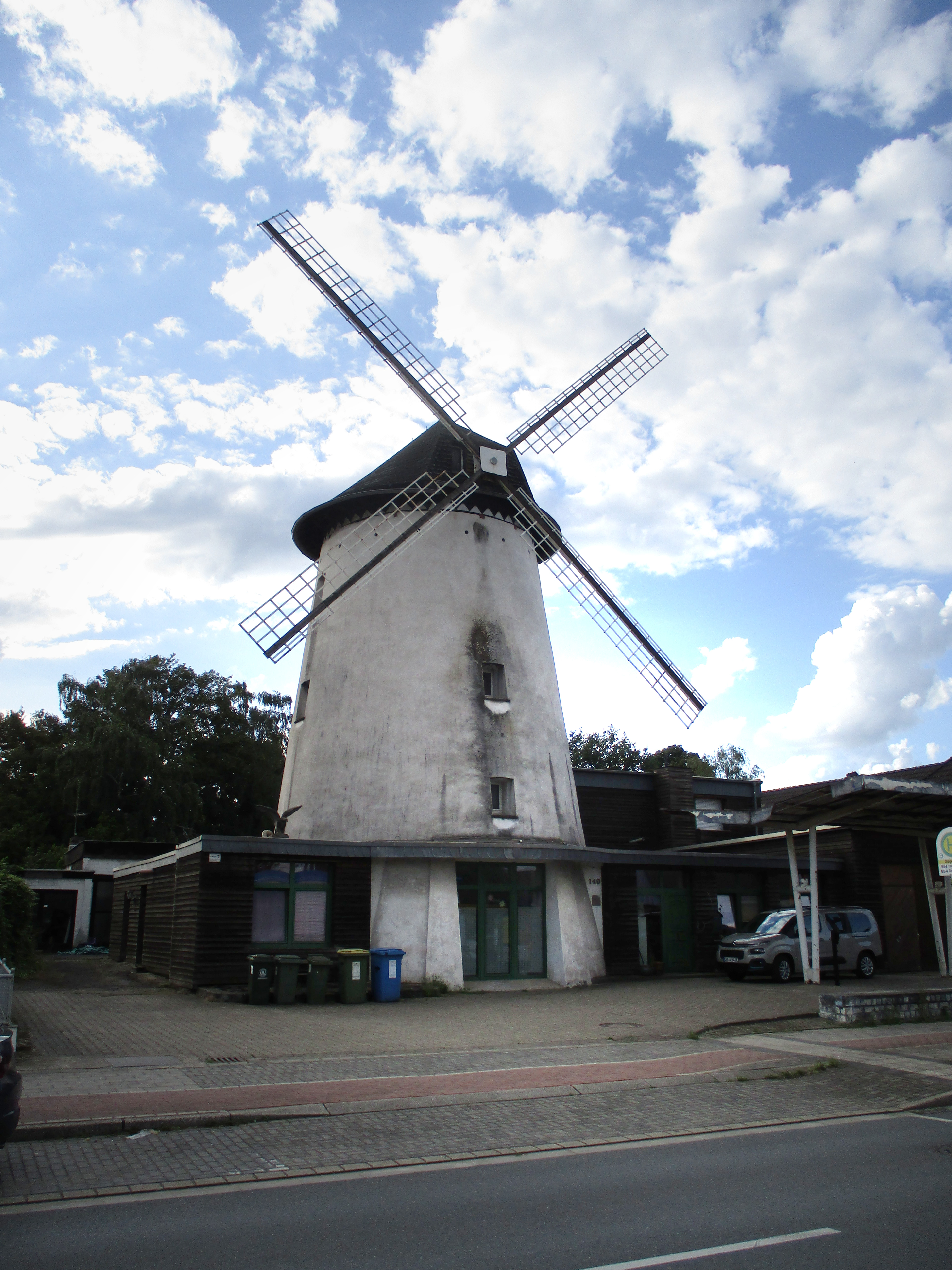
Brahmsche Mühle (2023)

Die Brahmsche Mühle ist eine ehemalige Windmühle im Oberhausener Stadtteil Holten am westlichen Rand des ehemaligen Emscher-Bruchlandes in Nordrhein-Westfalen.

## Geschichte
Der Meidericher Mühlenmeister Heinrich Brahm erhielt 1832 die Genehmigung zum Bau einer Windmühle. Diese ging 1838 als Getreidemühle in Betrieb und wurde später von Heinrich Brahms Nachkommen weiter geführt.
1915 verlor die Mühle ein Flügelpaar, ein weiteres ging 1917 durch Blitzschlag verloren. Danach wurde die Mühle mit Dampf und später elektrisch betrieben. 1965 wurde der Mahlbetrieb eingestellt und die technische Einrichtung demontiert.
1988 wurde die Mühle aus Anlass ihres 150-jährigen Bestehens restauriert und in den Tankstellen-Betrieb der Familie Brahm mit einbezogen.
Heute dient das Bauwerk hauptsächlich zu Wohnzwecken.

## Beschreibung
Die Brahmsche Mühle ist eine gemauerte und weiß verputzte Turmwindmühle mit Segelgatterflügeln und wurde ursprünglich als Holländerwindmühle vom Typ Wallholländer erbaut. Sie steht als Einzelgebäude an Rande einer Wohnbebauung. Der Wall, auf dem sie damals errichtet worden war, wurde inzwischen abgetragen. An dessen Stelle ist ein gemauerter Umbau getreten.

## Denkmalschutz
Die Brahmsche Mühle wurde am 14. März 1986 unter der Nummer 35 in die Liste der Baudenkmäler in Oberhausen eingetragen.